# Epidemia de mucormicosis de 2021
La epidemia de mucormicosis de 2021 (alternativamente; "epidemia de hongo negro") se refiere a un reciente y rápido aumento casos de esta enfermedad micótica en la India. Además de la India, se han reportado casos en;  Pakistán, Nepal, Bangladés, Rusia, Uruguay, Paraguay, Chile, Egipto, Irán, Brasil, Irak, México, Honduras, Argentina, Omán y Venezuela.
Se han confirmado hasta el momento más de 31 mil casos de la enfermedad y más de dos mil muertes. La mayoría de los casos notificados involucran a personas que fueron hospitalizadas con coronavirus y por lo tanto tienen sus sistemas inmunes debilitados por la enfermedad. Se cree que por lo menos un 86% de los pacientes de mucormicosis en la India están o estuvieron infectados con SARS-CoV-2.
Los primeros casos comenzaron a aparecer en India en diciembre de 2020 cuando comenzaron a circular informes de pequeños brotes de mucormicosis entre pacientes con COVID-19. En mayo de 2021, los casos de mucormicosis en pacientes con COVID-19 comenzaron a crecer exponencialmente y múltiples estados declararon una epidemia de la enfermedad, con hospitales que antes solo veían pocos pacientes de la infección al año viendo más de 100 en un lapso muy corto de tiempo. Más tarde, se presentaron casos de esta condición en pacientes que habían sobrevivido al coronavirus en diferentes partes del mundo, sin embargo, es extremadamente improbable que los casos en India tengan un vínculo directo con casos en otros países, ya que la mayoría de los pacientes ya estaban aislados cuando contrajeron el hongo.

México reportó un primer caso del hongo negro en uno de los hospitales generales existentes en el país, se podía apreciar que el paciente padecía de manchas y protuberancias color negro que sobresalían en una imagen compartida por las redes sociales. 

## Enfermedad

### Agente responsable

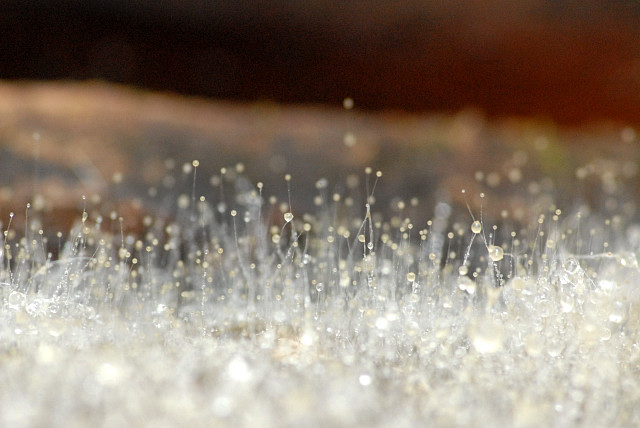
Mucor

Esta infección fúngica es causada por los hongos dentro del orden Mucorales. En la mayoría de los casos se debe a una invasión provocada por los géneros Rhizopus y Mucor, mohos comunes del pan. La mayoría de las infecciones mortales son causadas por la especie Rhizopus oryzae. A veces se puede atribuir a Lichtheimia y en raras ocasiones a Apophysomyces. Otros géneros asociados a la enfermedad incluyen Cunninghamella, Mortierella y Saksenaea.

### Transmisión
El contagio ocurre cuando una persona infectada inhala las esporas del hongo y el hongo comienza a reproducirse y diseminarse rápidamente por el cuerpo del huésped. A menudo hay esporas del hongo en el aire, por lo que la mayor parte de las personas están expuestas al hongo todo el tiempo, pero las personas inmunodeprimidas no pueden combatir la proliferación del hongo dentro de su cuerpo, contrayendo así la enfermedad de manera efectiva.
Se estudia la correlación de la pobreza en los países afectados, la limpieza del ambiente hospitalario o la falta de atención médica en los países afectados. Permitiendo así que las esporas del hongo que causa la mucormicosis encuentren un huésped inmunodeprimido, en este caso, un paciente con COVID-19.
Se ha encontrado que fumar tabaco y reutilizar mascarillas seguido sin lavarlas aumenta el riesgo de contraer la infección.

### Relación con el COVID-19
La principal correlación entre el COVID-19 y mucormicosis es que las personas con COVID-19 se inmunodeprimen y así facilitan la entrada del agente infeccioso en su organismo y su proliferación.
Se cree que la amplia incidencia de la enfermedad en la India se debe a su alta tasa de pacientes con diabetes mal controlada, condición que combinada con la enfermedad por coronavirus crea un ambiente ideal para la infección por mucormicosis. Otra posible teoría es el uso de corticosteroides como la dexametasona en el tratamiento de la COVID-19 grave.
Sin embargo, la infección de mucormicosis se ha reportado en algunos pacientes asintomáticos de COVID-19 (que no requerían ni hospitalización, ni ventilación, ni oxigenación) y también pacientes no-diabéticos. Además, si el tratamiento con esteroides fuese un factor desencadenante relevante se hubiera visto un aumento de casos similar en 2020. La infección también se ha reportado en otros países, con menores tasas de diabetes y condiciones sanitarias diferentes a las de la India. El aumento de casos de mucormicosis coincide con la segunda ola de coronavirus en la India y la propagación de la variante B.1.617. Esto lleva a pensar que la variante podría estar asociada a la infección fúngica. Se cree que la variante india debilita más al sistema inmune atacando fuertemente al órgano del páncreas, subiendo los niveles de glucosa en sangre, lo que combinado con el estado de inflamación por COVID-19 puede dar lugar a la infección por mucormicosis. Se ha asociado la variante india con síntomas como necrosis, gangrena, severos trastornos intestinales, pérdida auditiva y hemorragias, síntomas que son comunes en la mucormicosis pero extremadamente raros en la COVID-19.

### Gravedad

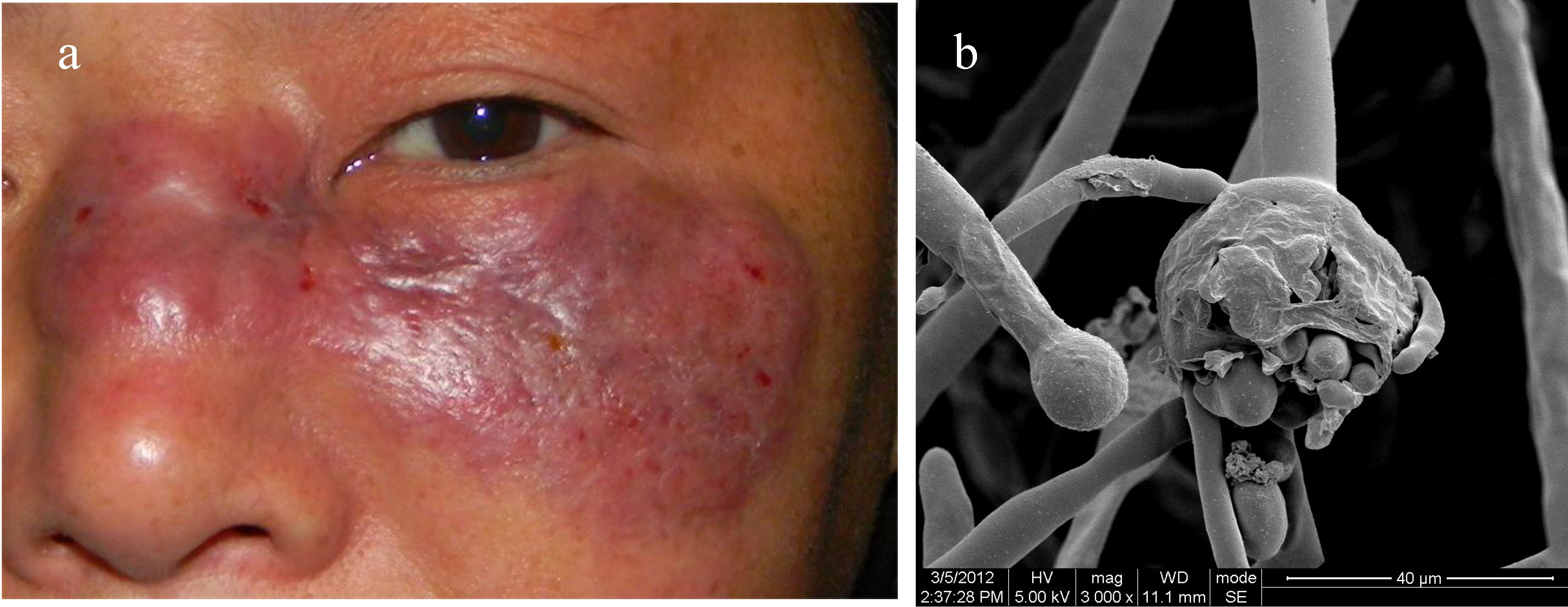
Un hombre de 47 años con mucormicosis y una imagen microscópica de su piel que muestra esporangios de hongos mucorales.

La letalidad y gravedad de la infección es altamente variable, ya que existen muchos tipos de mucormicosis, como la mucormicosis cutánea o la mucormicosis rino-órbito-cerebral. La mortalidad de cada una de estas infecciones es diferente, pero casi siempre es alta. El hongo se propaga con rapidez a otros órganos del cuerpo y la infección existente se extiende si no se trata. El único tratamiento existente es la Anfotericina B, pero no todos los pacientes responden al tratamiento. Durante la epidemia en la India, varias de las infecciones de mucormicosis reportadas han sido oculares, con el hongo empezando en el ojo y extendiéndose a las vías respiratorias, la boca y eventualmente al cerebro (lo que casi siempre resulta en la muerte). Otras áreas afectadas son el intestino y los riñones.  La mucormicosis diseminada puede producir shock séptico y fallo multiorganico. Se han tomado medidas drásticas como extirparle a los pacientes los órganos o tejidos afectados para salvar su vida. Los pacientes recuperados pueden tener que hacer visitas ocasionales al médico o incluso realizarse más cirugías del tejido, esto con el objetivo de prevenir una reaparición del hongo.

## Casos en Latinoamérica
Hasta el momento se han confirmado casos de mucormicosis en pacientes con coronavirus en 7 países de Latinoamérica. Brasil es el que más casos ha registrado habiendo registrado casos en los estados de São Paulo, Santa Catarina, Río Grande del Norte, Pernambuco y Pará, además de muertes en los estados de Amazonas, Mato Grosso del Sur, Goiás y Paraíba. Otros países de la región que han registrado fallecimientos a causa de la enfermedad han sido Uruguay, México y Argentina. En total, Brasil ha registrado 29 casos de mucormicosis en lo que va del año, 5 confirmados como mucormicosis asociada a la COVID-19 y 9 sospechosos, dando un total de 14 casos de mucormicosis asociada al coronavirus. En todo el año 2020, Brasil habría registrado solo 36 casos de mucormicosis.
En cuanto a España, no se han reportado casos de la enfermedad a junio de 2021, pero las autoridades locales están en alerta por la posible aparición del hongo infeccioso.
| País      | Casos confirmados | Casos sospechosos | Muertos | Tasa de mortalidad |
| --------- | ----------------- | ----------------- | ------- | ------------------ |
| Uruguay   | 3                 | 2                 | 1       | 20%                |
| Paraguay  | 2                 | 0                 | 0       | N/A                |
| Chile     | 1                 | 0                 | 0       | N/A                |
| Brasil    | 5                 | 9                 | 4       | 28,6%              |
| México    | 4                 | 0                 | 1       | 25,0%              |
| Honduras  | 2                 | 0                 | 0       | N/A                |
| Argentina | 3                 | 0                 | 1       | 33,4%              |
| Total     | 21                | 11                | 7       | 25%                |